# 16068 Citron
16068 Citron (1999 RN86) là một tiểu hành tinh vành đai chính được phát hiện ngày September 7, 1999 bởi nhóm nghiên cứu tiểu hành tinh gần Trái Đất phòng thí nghiệm Lincoln ở Socorro.